# Helden von heute (1935)
Helden von heute ist ein US-amerikanisches Filmdrama aus dem Jahr 1935 von Richard Rosson mit Wallace Beery und Robert Young in den Hauptrollen. Der Film wurde von Metro-Goldwyn-Mayer produziert und basiert auf einer Originalstory von James Kevin McGuinness und John Monk Saunders.

## Handlung
Sergeant Mike Stone, ein Pilot der US Army, ist auf dem Stützpunkt Randolph Field in Texas stationiert und wird von seinen Kameraden „Big Mike“ genannt. Er möchte aus seinem Sohn „Little Mike“, der mit General Carters Sohn Phil und seiner Jugendliebe Skip aufgewachsen ist, einen Mann und einen Flieger machen. Die Zeit vergeht und Little Mike erweist sich als guter Schüler auf der West Point Militärakademie, wo er zum Starspieler der Army-Footballmannschaft wird. Als Little Mike die Army-Mannschaft zum Sieg über die Navy-Mannschaft führt, ist Big Mike stolz. Dare Marshall, die ebenfalls das Footballspiel besucht, interessiert sich sofort für den gutaussehenden Spieler und schafft es, Big Mike dazu zu bringen, sie seinem Sohn vorzustellen.
Schon bald entwickelt sich eine Romanze zwischen Dare und Little Mike, sehr zum Entsetzen von Skip, die immer noch in ihn verliebt ist. Nach Little Mikes Abschluss in West Point und seiner Rückkehr nach Randolph Field mit Dare, sagt General Carter Big Mike, dass sein ungestümer Sohn den strengen militärischen Einfluss seines Vaters braucht, um ein guter Flieger zu werden. Trotz der Rüge seines Vaters nimmt Little Mike Dare am Abend vor einem wichtigen Treffen mit Armeebeamten mit auf einen vergnüglichen Abend. Als Phil mit seinem Flugzeug abstürzt, während er versucht, Little Mikes Auto auf der Landebahn auszuweichen, befiehlt der hartgesottene General sofort allen Schülern, in die Luft zu gehen, damit sie nicht die Nerven verlieren. Skip und Little Mike besuchen Phil im Krankenhaus, wo sie erfahren, dass ihm ein Bein amputiert wurde. Little Mike gibt sich selbst die Schuld an der Tragödie.
Während seiner Flugprüfung verursacht Little Mike eine Kollision in der Luft, die sein Flugzeug außer Gefecht setzt und das andere zum Absturz bringt. Big Mike bemerkt, dass sich sein Sohn in Gefahr befindet und startet sofort, um bei der Landung zu helfen. Wieder am Boden geraten Vater und Sohn in einen Streit über Big Mikes Idee, den Vorfall zu vertuschen, der darin gipfelt, dass der Vater seinen Sohn schlägt. Little Mike schwört, dass er nie wieder fliegen wird, Big Mike wird unehrenhaft aus dem Dienst entlassen, weil er einen Offizier angegriffen hat.
Die Zeit vergeht und Little Mike erzählt seinem Vater, der jetzt ein betrunkener Flugzeugmechaniker ist, dass er vorhat, die Armee zu verlassen, obwohl ihm eine Position als Leuchtfackelwerfer zugewiesen wurde. Big Mike macht seinem Sohn Vorwürfe, weil er seine Kameraden im Stich gelassen hat, und schwört, die Pflichten seines Sohnes mit seinem klapprigen Flugzeug an seiner Stelle zu erfüllen. Dare unterstützt Little Mikes Entscheidung, die Armee zu verlassen, und gerät damit in Konflikt mit Skip, die beiden Vorträge über Integrität und menschliche Anständigkeit hält. Wie versprochen übernimmt Big Mike den Job seines Sohnes. Als sein Flugzeug ins Meer stürzt, führt Little Mike eine waghalsige Unterwasserrettung durch, um seinen Vater zu retten. Nachdem er seine Tapferkeit bewiesen hat, wird Big Mike wieder als Sergeant in die Army aufgenommen. Er erhält die Ehre, seinem Sohn bei der Abschlussfeier seine Abzeichen zu überreichen. Little Mike versöhnt sich mit Skip, seiner wahren Liebe.

## Hintergrund
Gedreht wurde der Film von Mitte November 1934 bis zum 7. Januar 1935.
Franchot Tone war ursprünglich für eine Rolle in dem Film angekündigt worden.
Die Footballspieler der Army-Mannschaft wurden von Mitgliedern des Footballteams der UCLA gespielt. In einer Pressemeldung vom 4. Februar heißt es, dass MGM nach dem ersten Schnitt des Films „erhebliche Änderungen und Umarbeitungen“ vorgenommen habe. Laut der Akte zum Film Sammlung der Motion Picture Association drängte die Production Code Administration (PCA) das Studio im März 1935, die Szene, in der angedeutet wird, dass Robert Young die Nacht in Rosalind Russells Wohnung verbringt, neu zu drehen und ihn stattdessen ihre Wohnung verlassen zu lassen. Zu den weiteren von der PCA geforderten Änderungen gehörte die Streichung eines Gags am Ende des Films, in dem James Gleason Wallace Beery küsst, sowie Beerys Satz: „Ich habe dir gesagt, die Armee ist ein Ort für Männer.“
Cedric Gibbons und Douglas Campbell oblag die künstlerische Leitung. A. Roland Fields und Glen Barnes waren für das Szenenbild zuständig. Verantwortlicher Toningenieur war Douglas Shearer. Harry Perry und Elmer Dyer waten mit den Flugaufnahmen beauftragt, wobei der Pilot Paul Mantz die gefilmten Maschinen steuerte.

## Veröffentlichung
Die Premiere des Films fand am 23. März 1935 in San Antonio statt. Noch im selben Jahr kam er in Österreich in die Kinos.

## Kritiken
Andre Sennwald von der The New York Times lobte, dass die Autoren sich die in solchen Filmen übliche Liebesgeschichte gespart haben, bemängelte aber zugleich eine fast ebenso unspannende Geschichte.
In der britischen Zeitschrift The Spectator schrieb Charles Davy, dass die Abenteuer einen eher willkürlichen Charakter haben, aber durch und durch spannend seien. Es gebe einige anschauliche Szenen von Flugunfällen und Flugmanövern.
Der Kritiker des TV Guide befand, in Anbetracht der guten Besetzung halte dieses Melodram aus Friedenszeiten nie, was es verspreche.